# Ruchy sakkadowe
Ruchy sakkadowe, inaczej ruchy sakadowe, ruchy sakadyczne lub ruchy skokowe – mimowolne ruchy oka, które wykonywane są podczas obserwowania obiektów. Także ruch oka w reakcji na pojawienie się na peryferiach pola widzenia obiektu, który przyciąga uwagę. Także ruchy gałek ocznych podczas fazy szybkiej oczopląsu oraz ruchy podczas fazy snu REM.
Za regulację ruchów sakkadowych odpowiedzialne są wzgórki czworacze górne.
Ruchy sakkadowe pojawiają się w pierwszych tygodniach życia dziecka i przy poprawnym rozwoju są dobrze kontrolowane między 3. a 6. miesiącem.